# عرائس من قصب (فلم)
عرائس من قصب فيلم مغربي من إنتاج سنة 1981 للمخرج جيلالي فرحاتي من كتابة السيناريست فريدة بليزيد، وبطولة عبد الكريم الدرقاوي.

## قصة الفيلم
تزف فتاة إلى عريسها وهي في الثالثة عشر إلى ابن عمها، تنتقل إلى الريف، وبعد فترة صفاء تتعكر الحياة، يموت الزوج تاركا خلفه ثلاثة أطفال، تقرر الأرملة أن تعمل، وترفض الزواج من شقيق زوجها الذي يعول أسرة أخرى، تقع في غرام شاب وتقيم معه ثم تحمل منه. ويرفض الزواج منها، تنتشر الفضيحة وتنتهى بسحب حضانة أبنائها منها بسبب الشكوى التي يقدمها عم الأبناء، تجد نفسها في الشارع بلا مأوى، وتذهب إلى مقبرة زوجها تطلب منه الصفح.

## وصلات خارجية
- مقالات تستعمل روابط فنية بلا صلة مع ويكي بيانات